# Pavlohrad
Pavlohrad (tiếng Ukraina: Павлоград; phát âm [pɐu̯loˈɦrɑd] ⓘ) là một thành phố Ukraina. Thành phố thuộc tỉnh Dnipropetrovsk. Dân số theo điều tra năm 2024 là 110.144 người. Thành phố có diện tích km2.

## Gallery

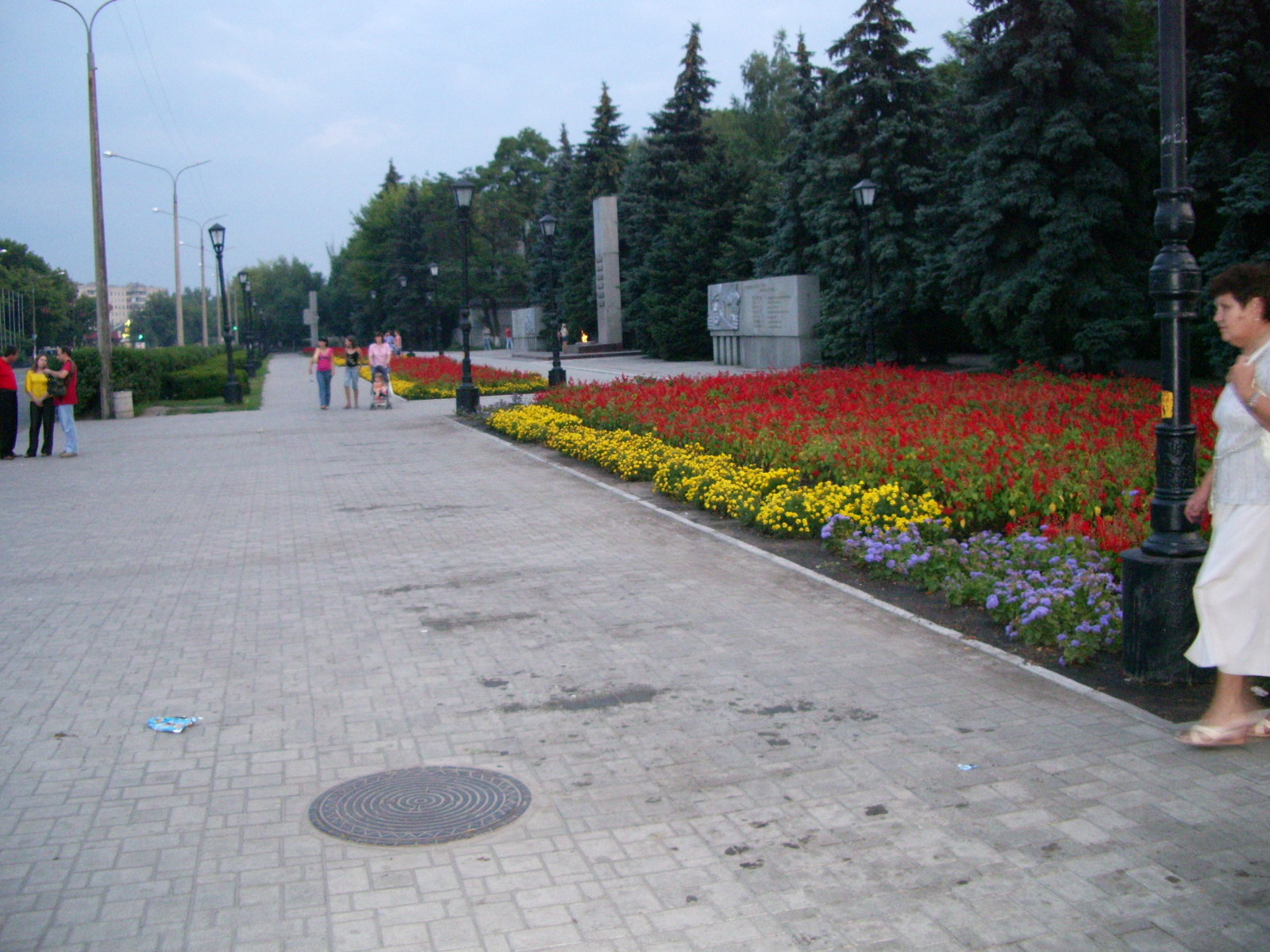
A pedestrian alley in midtown Pavlohrad
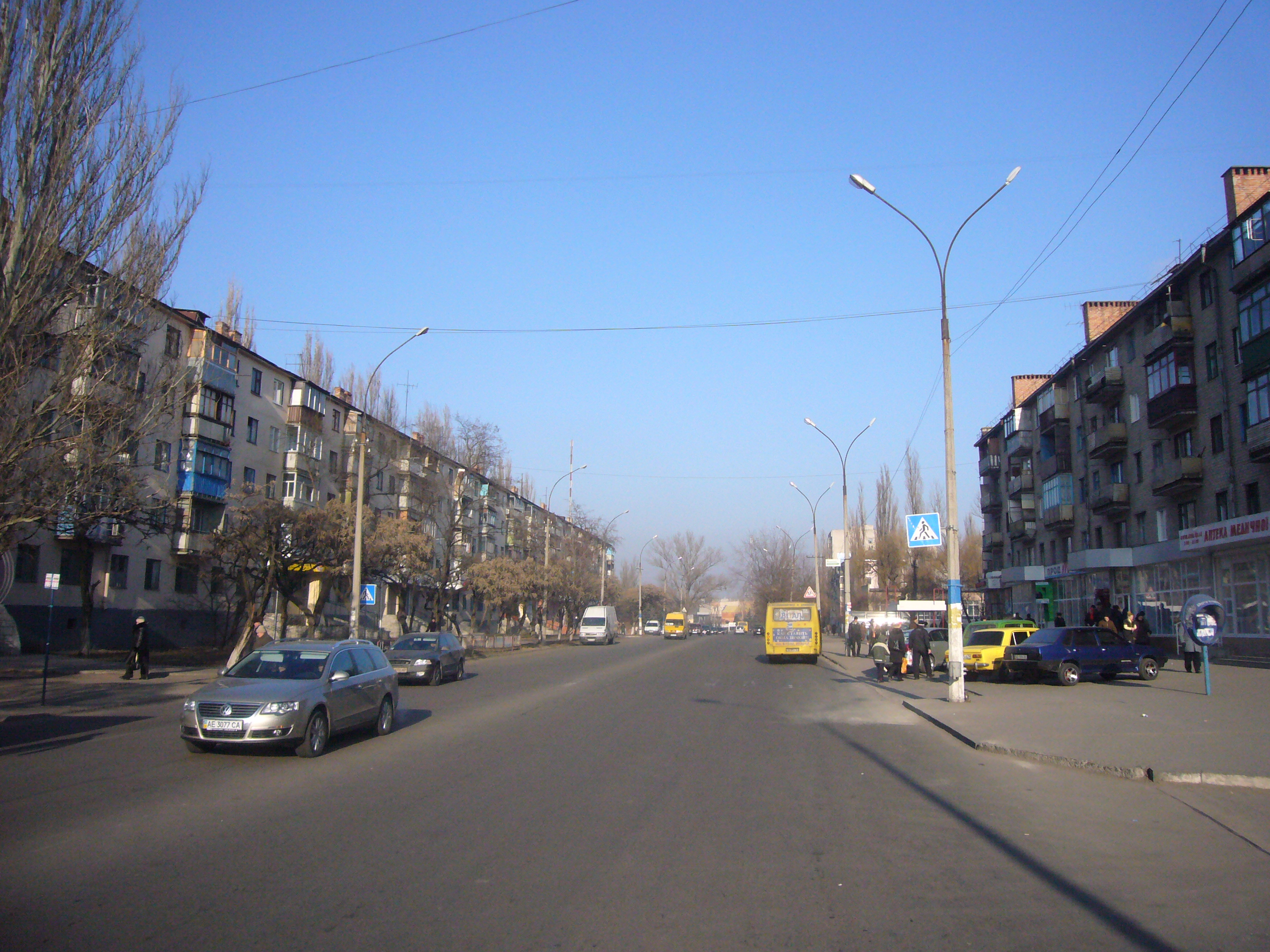
Tsentralna Street
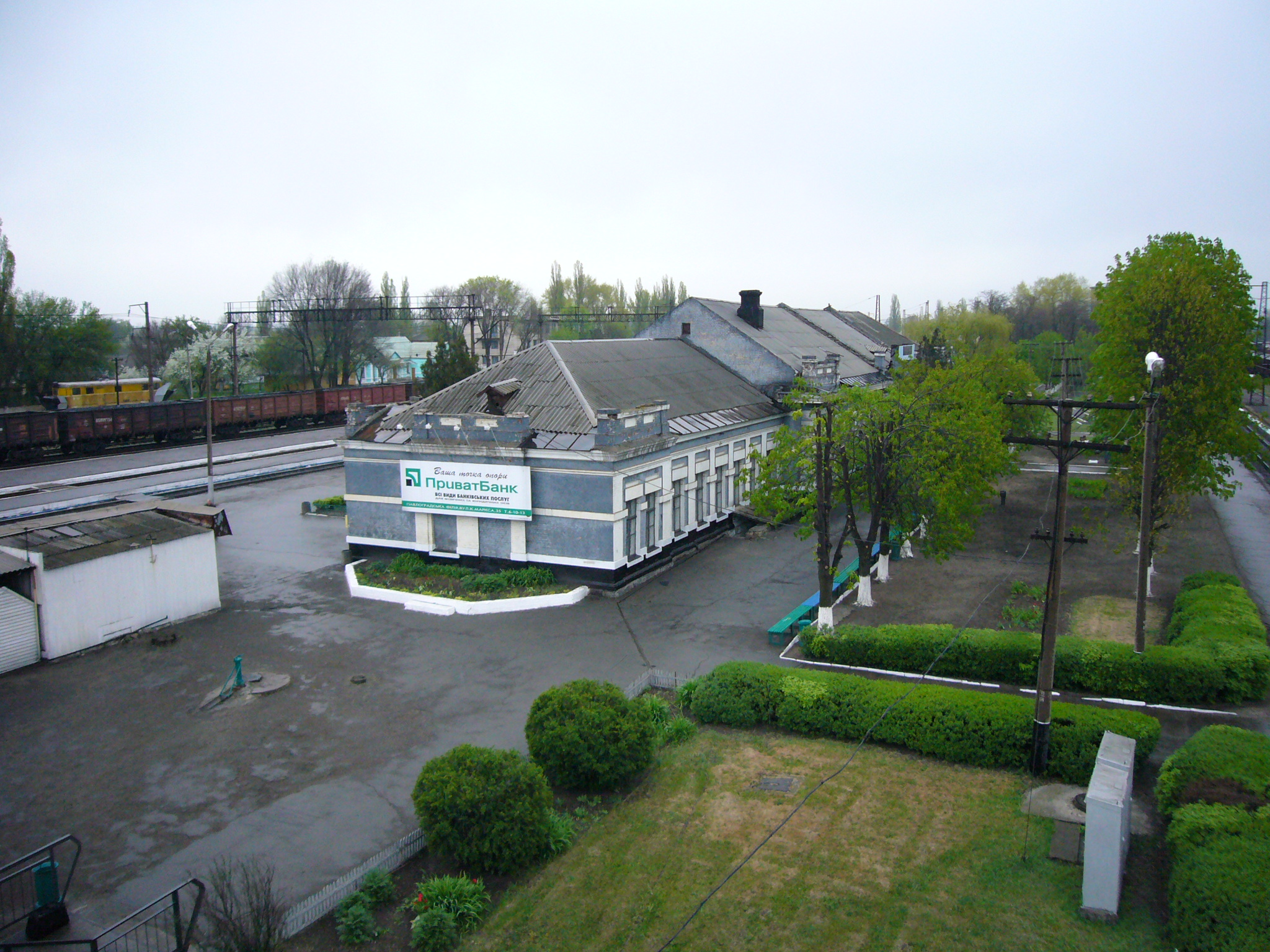
Pavlohrad Railway Station
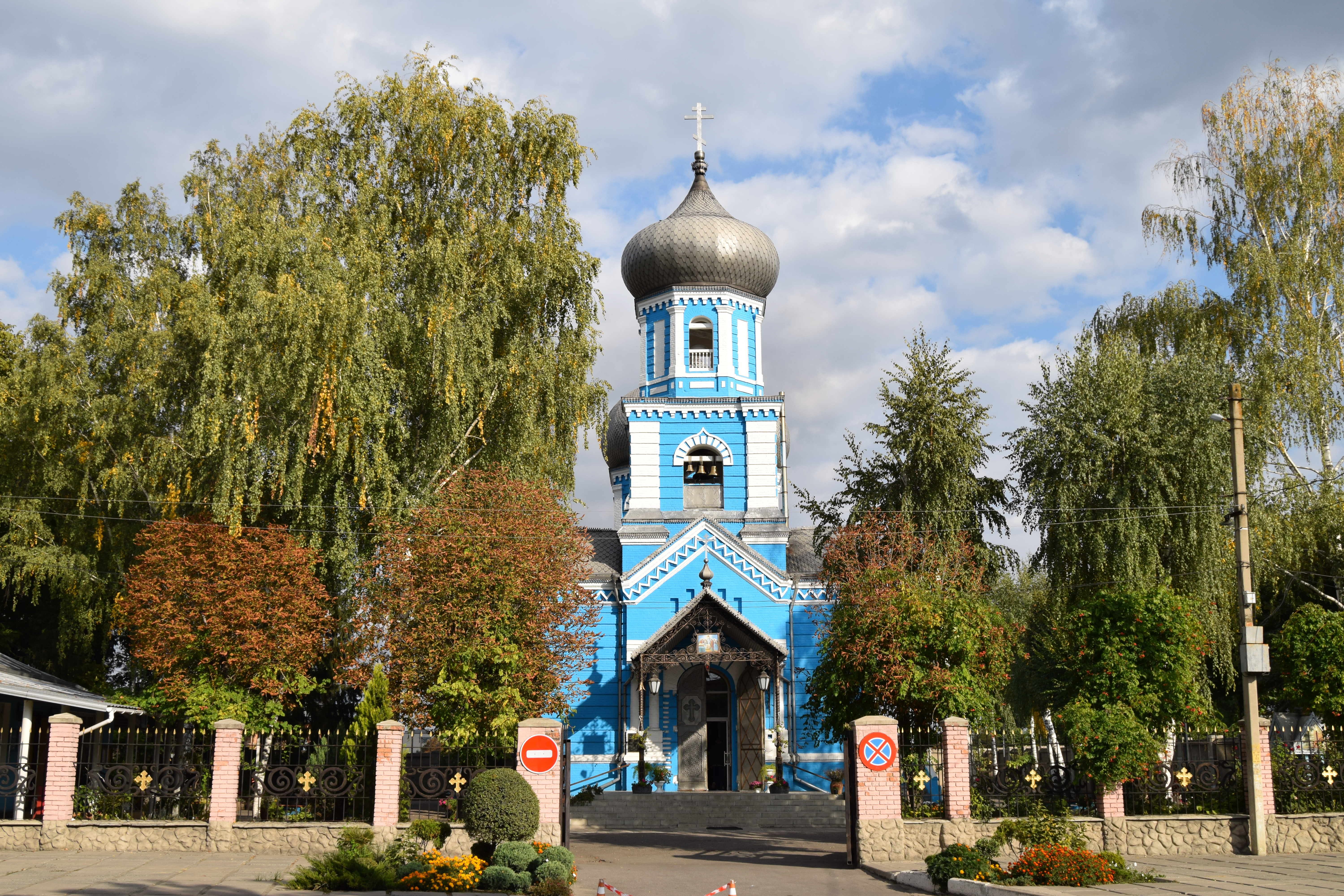
Dormition Cathedral
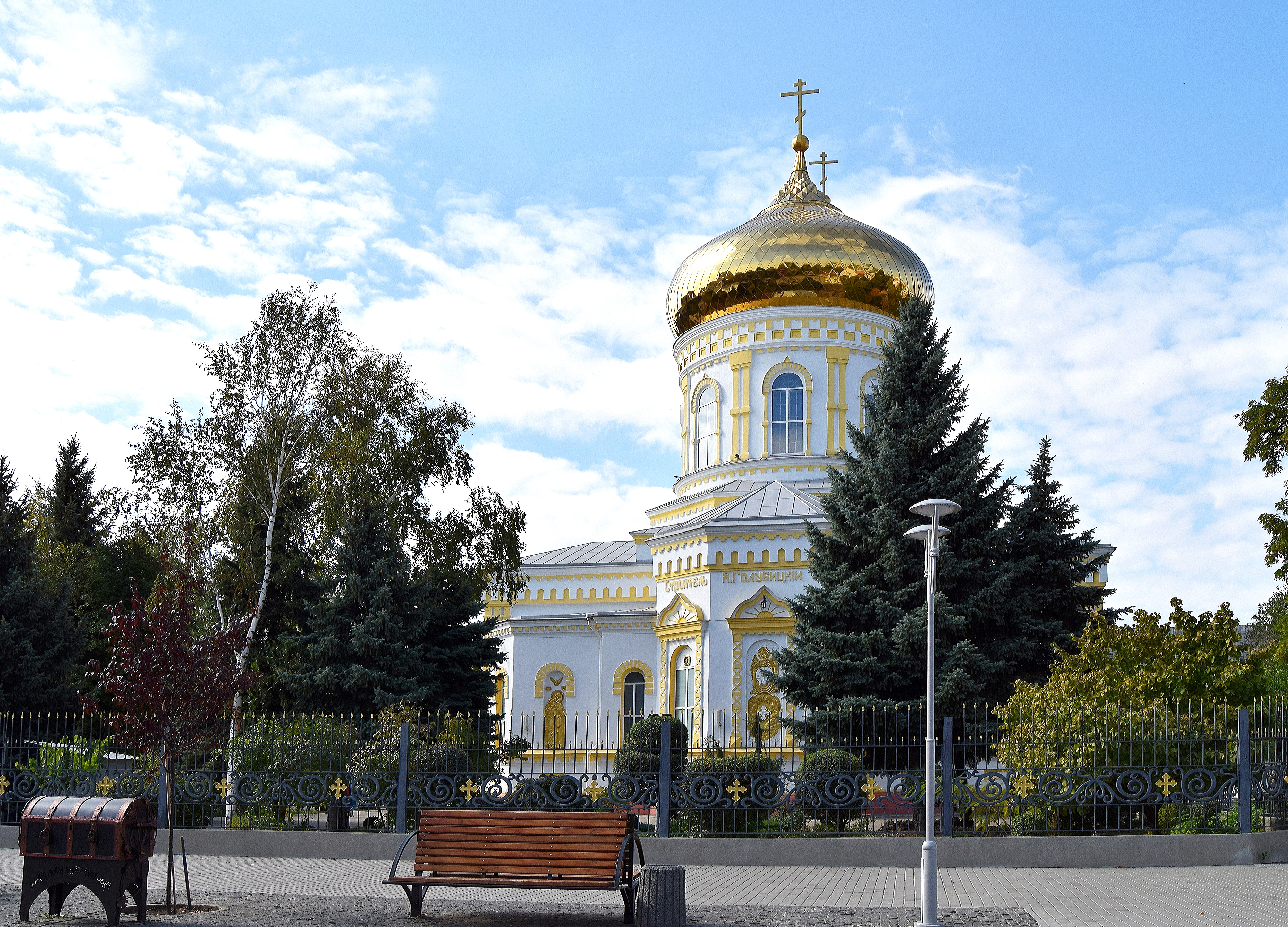
Vernicle Cathedral
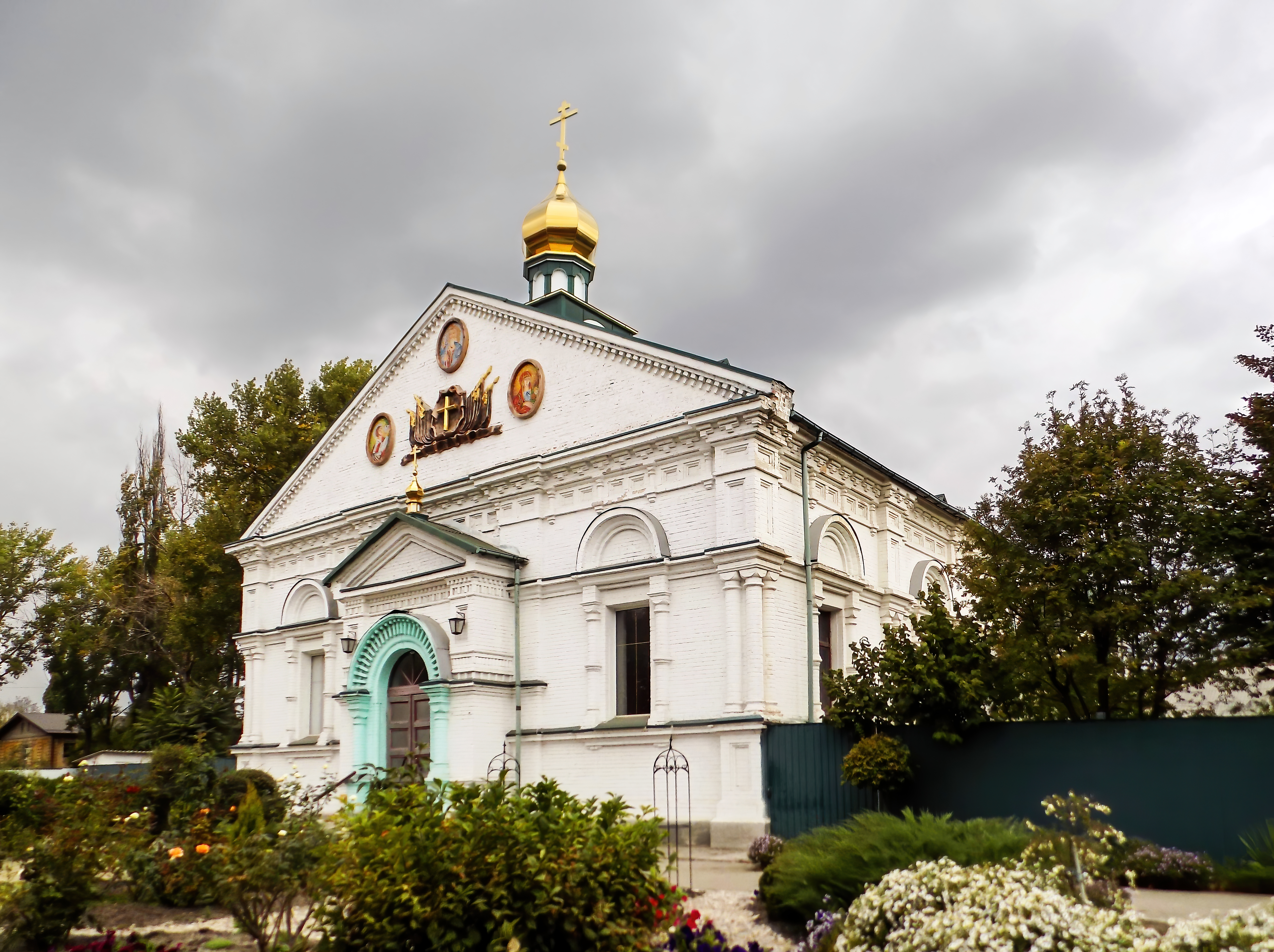
Holubytsky church